# هویچنگ، آنهوی
هویچنگ، آنهوی (به لاتین: Huicheng) یک شهرک در جمهوری خلق چین است که در She County واقع شده‌است.